# Tamaricetum canariensis vicietosum
En fitosociologia, Tamaricetum canariensis vicietosum és una associació vegetal caracteritzada per l'omnipresència del tamariu (Tamarix canariensis). Es troba a les Balears en ambients salabrosos, més o menys inundats i propers a mar, i a la península fins i tot a la ribera de grans rius (descrita per Bolós a l'Ebre, a Flix) i vora embassaments. Altres tamarius acompanyants: sónT. anglica (a la península i Mallorca) i T. africana (a la península i Balears)